# Mario's Game Gallery
Mario's Game Gallery est une compilation de jeux éditée par Interplay Entertainment et développée par Presage Software, Inc. sur PC. Le jeu vidéo est sorti en 1995 aux États-Unis. Il est ressorti plus tard sous le nom de Mario's FUNdamentals, cette fois-ci édité par Mindscape sur PC et par Stepping Stone sur Mac. Mario's FUNdamentals est aussi développé par Brainstorm Entertainment.
Il est sorti sur Mac en 1996, et sur PC en janvier 1997. Il est le premier jeu vidéo où la voix de Mario est interprété par Charles Martinet, bien que la plupart des gens attribuent Super Mario 64 comme étant le premier jeu doublé par ce dernier. Le jeu inclut cinq jeux traditionnels : les dames, le backgammon, la pêche, le jeu de dominos et le « yacht », une version de Yahtzee. Les joueurs jouent contre Mario. Les règles des mini-jeux sont identiques à celles de leurs homologues du monde réel, à l'exception près que les jeux sont basés sur des thèmes de l'univers de Mario.
Depuis leur sortie, les deux versions ont reçu un accueil mitigé ; alors que certains journaux comme The State et le Los Angeles Times ont présenté Mario's Game Gallery comme un bon jeu éducatif, les auteurs David Wesley et Gloria Barczak l'ont accusé d'avoir presque détruit la licence Mario. Il figure dans la liste des jeux Mario les plus rares établie par Official Nintendo Magazine.

## Système de jeu
Mario's Game Gallery est divisé en cinq jeux : les dames, la pêche, le jeu de dominos, le backgammon et le « yacht », une variante du Yahtzee. Le joueur affronte Mario à ces jeux. Les différents jeux se jouent de la même façon que leurs équivalents du monde réel et contiennent des éléments de l'univers de Mario. Mario's Game Gallery est le premier jeu de la licence à utiliser la voix de Mario de Charles Martinet qui a depuis produit la voix de Mario dans tous les jeux où celui-ci est amené à parler.

## Développement
Mario's Game Gallery est publié par Interplay Entertainment et développé par Presage Software, Inc. Pour PC, il est publié en 1995. Il est ensuite republié sous le nom de Mario's FUNdamentals mais cette fois ci par Mindscape sur PC et Stepping Stone pour Macintosh. Il a également été développé par Brainstorm Entertainment. Il est sorti en 1996 sur Macintosh et en janvier 1997 sur PC,,

## Accueil
Depuis leur sortie respective, Mario's Game Gallery et Mario's FUNdamentals ont reçu des avis mitigés. The State le décrit comme un jeu « apportant divertissement à toute la famille » et le décrit comme un jeu « excellent ». Le Miami Herald vante les mérites des graphismes élaborés, des effets d'animation amusants et de la musique inspirée de celle déjà utilisée par la licence Mario. Comme The State, ils le décrivent comme divertissant pour toute la famille mais critique cependant la difficulté parfois trop élevée, toutefois ils le recommandent pour des utilisateurs de PC débutants qui veulent un produit facile à installer sur CD-ROM. The Advocate le trouve amusant et fait l'éloge de Charles Martinet pour sa voix de Mario estimant qu'elle fera rire les enfants. Le Los Angeles Times l'a inclus dans un article sur les jeux vidéo éducatifs qui auraient plu aux joueurs plus jeunes.
Les auteurs David Wesley et Gloria Barzak le citent comme faisant partie d'une vague de « spin off » Mario mal conçues, déclarant que cela et les autres jeux ont presque détruit la série.